# Ophioctenella acies
Ophioctenella acies är en ormstjärneart som beskrevs av Tyler et al. 1995. Ophioctenella acies ingår i släktet Ophioctenella och familjen fransormstjärnor. Inga underarter finns listade i Catalogue of Life.